# Organización Republicana Gallega Autónoma
De Organización Republicano Gallega Autónoma (Nederlands: Republikeinse Organisatie voor Galicische Autonomie, ORGA) was een Spaanse progressieve politieke partij die streefde naar autonomie voor Galicië.
De ORGA werd in oktober 1929 opgericht door Santiago Casares Quiroga en Antonio Vilar Ponte die de leiding van de partij kregen toebedeeld. De ORGA streefde naar een federaal, republikeins Spanje met veel autonomie voor de regio's. In maart 1930 sloegen een aantal regionale partijen, waaronder de ORGA, in Galicië de handen ineen en vormden de Federación Republicana Gallega (FRG). De federatie werd geleid door Casares Quiroga die namens de FRG-ORGA in oktober 1930 het Pact van San Sebastián ondertekende. Dit Pact werd gesteund door de meeste (progressieve) partijen en sprak zich uit voor de republikeinse en federale staatsvorm. In april 1931, nadat de republikeinse partijen de gemeenteraadsverkiezingen hadden gewonnen, werd Spanje een republiek. Een deel van het programma van de FRG-ORGA was nu gerealiseerd; vanaf dat moment kwam het streven naar autonomie op de voorgrond te staan. Bij de Spaanse parlementsverkiezingen van 1931 verkreeg de FRG in de Cortes Generales 15 van de 473 zetels. In Galicië verkreeg de partij een meerderheid. 
In 1932 werd de partijnaam gewijzigd in Partido Republicano Gallego (PRG).
ORGA participeerde in de eerste republikeinse regeringen van Spanje, maar belandde na de Spaanse parlementsverkiezingen van 1933 in de oppositie. De partij kreeg toen maar 6 zetels. In 1934 fuseerde de ORGA met de Acción Republicana en de Partido Republicano Radical Socialista Independiente tot de Izquierda Republicana onder leiding van Manuel Azaña.